# Charlton (Londres)
Charlton es un barrio del municipio londinense de Greenwich. Se encuentra a unos 11,6 km (7,2 mi) al este de Charing Cross, Londres, Reino Unido. Según el censo de 2011 contaba con una población de 14 385 habitantes.